# Koszary w Pszczynie

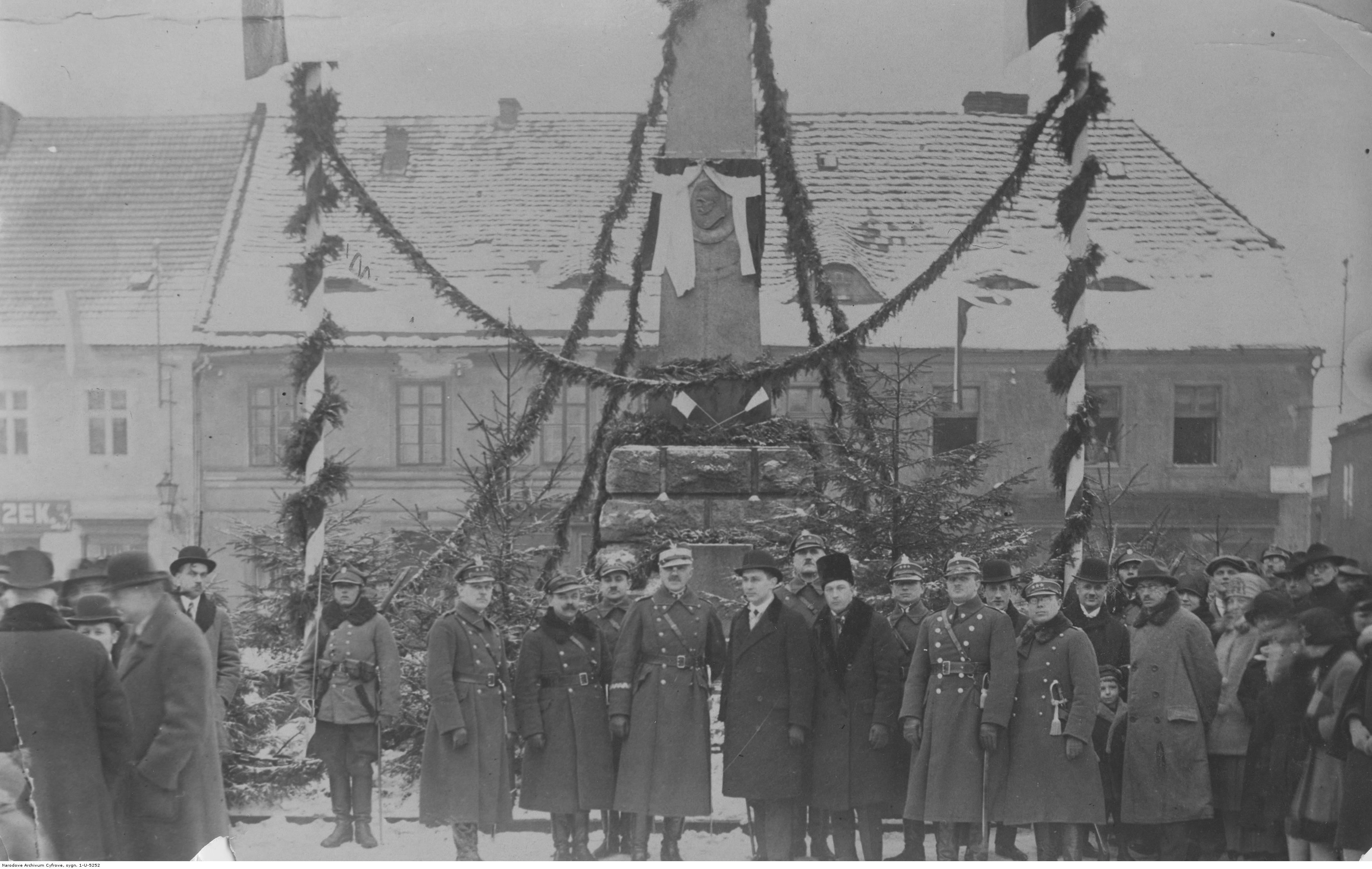
Odsłonięcie pomnika Józefa Piłsudskiego w Pszczynie; marzec 1927

Koszary w Pszczynie – kompleks koszarowy znajdujący się na terenie garnizonu Pszczyna. 
Przed I wojną światową stacjonowały w nich szwadrony niemieckiego 2 pułk ułanów; w okresie II Rzeczypospolitej pododdziały 3 pułku Ułanów Śląskich, a po II wojnie światowej jednostki artyleryjskie Wojska Polskiego.

## Charakterystyka
Kompleks koszarowy w Pszczynie przy ul. Mikołaja Kopernika 3 i 5 zbudowany został przez Niemców w 1830 dla potrzeb 2/2 pułk ułanów im. von Katzlera, zastąpionego później przez 4/2 pułku ułanów.
Po odzyskaniu niepodległości kompleks koszarowy przejęło Wojsko Polskie. Pojemność koszar szacowano na 140 ludzi i 153 konie. W 1926 do Koszar Obertyńskich skierowano 3 szwadron 3 pułku ułanów „Dzieci Warszawy”.
Po II wojnie światowej pojemność koszar oszacowano na 120 ludzi, 140 koni, 20 dział lub czołgów, 8 wozów, 20 samochodów. Były one początkowo użytkowane przez oddziały Armii Radzieckiej i Wojska Polskiego. W 1945 do Pszczyny przybyła z frontu 4 Brygada Artylerii Przeciwpancernej. Została ona rozformowana, a na jej bazie powstał toruński 76 manewrowy pułk artylerii. W 1948 koszary przekazano miastu. Mieścił się w nich między innymi Powiatowy Zarząd Spółdzielni „Samopomoc Chłopska", a od 1954 blok koszarowy i budynki gospodarcze przekazano na cele szkolne. 
Obecnie (2019) w odrestaurowanej stajni i krytej ujeżdżalni mieści się Centrum Handlowo-Targowe „Koszary Ułańskie”, a przy ul. Kopernika 5 stoi wartownia z zachowanym wystrojem architektonicznym oraz mocno przebudowany blok koszarowy, nadal pełniący funkcje szkolne.